# Список китайських винаходів
Список китайських винаходів ― це список винаходів, які вперше з’явилися в Китаї за період з доісторичних часів до сучасності. Оригінальні винаходи, що вперше у світі створили китайці, стосуються механіки, гідравліки та математики, й застосовуються в хронометрії, металургії, машинобудуванні, астрономії, сільському господарстві, інженерії, медицині, фармакології, технологіях, навігації та військовій справі. Саме у Китаї вперше винайшли компас, порох, технологію виготовлення паперу і книгодрукування.
В період неоліту у доісторичному Китаї були винайдено серпові та прямокутні кам'яні ножі, шовківництво, конструкції з утрамбування землі, земляні будівлі з підлогою з вапняного саману, технологію ґрунтового буріння, лакування. Китай використовував вигнутий плуг з періоду культури Луншань (3000—1900 рр. до н. е.), що пояснює причину високої ефективності сільськогосподарського виробництва та підйом китайської цивілізації під час династії Шан (бл. 1600-1050 рр. до н. е.).
З ІV століття до н.е. Китай мав технологію виплавляння чавуну та заліза у доменних печах та вагранках, а за династії Хань (202-220 рр. до н. е.) в країні вміли виробляти загартовану сталь та переплавляти залізо.
У І столітті в Китаї навчились виробляти папір, з VІ століття почало розвиватися друкарство, а у XII столітті почали використовуватися паперові гроші. Винахід пороху приблизно 10 століть тому допоміг китайцям зробити безліч унікальних винаходів: феєрверк, мушкет, фугасні міни, морські міни, ручницю, артилерійські снаряди, багатоступеневі ракети та ракети з аеродинамічними крилами та вибуховими вантажами. Винахід керма в I столітті прискорив розвиток судноплавства, а вдосконалення джонок та створення в XI столітті компасу прискорило розвиток мореплавства Китаю настільки, що китайські судна допливали до Африки ще на початку ХV століття.
Китайці з ІІ століття використовували для руху механізмів водяні колеса, в гідравлічних годинниках використовували спускові механізми з VIII століття, а ланцюговий насос – з XI століття.
В сучасний період китайські винаходи є в різних галузях господарства: вітрова турбіна з магнітною левітацією, електронні сигарети, протималярійні ліки.
Список китайських винаходів включає винаходи, які вперше були винайдені в Китаї, він не включає технології, які були розроблені в інших місцях, а пізніше винайдені Китаєм. Список обмежується практичними технічними винаходами, тому математичні та наукові винаходи Китаю (такі як від'ємні числа ) відсутні.

## Чотири великі винаходи китайців
Нижче наведено список чотирьох великих винаходів стародавнього Китаю, за версією дослідника китайської науки Джозефа Нідхема.
Компас
У Північній Америці природно намагнічені шматочки мінералу магнетит для астрологічних чи геомантичних цілей використовувались ольмеками приблизно 1000 років тому, але у них не було знання про добуток цього металу та технологію намагнічування ним інших металів. В старовинних письменах китайців є опис процедури створення магніту. Перші компаси в стародавньому Китаї династії Хань (ІІІ ст. до н.е. – ІІІ ст. н.е.) спочатку були виготовлені з магнетиту.
У II-му столітті до н.е. китайські геоманти використовувати магнетит для ворожіння: ложку з цього металу клали на гладку бронзову пластину, й вона незмінно оберталась до осі північ-південь (ручка показувала на північ).
У своїх нарисах в 1088 році морський історик часів династії Сун (960–1279 рр. н. е.) Чжу Юй вперше описав використання компаса для навігації.
Папір
Євнух Цай Лунь (63-121 рр. н. е.) з династії Східна Хань (25-220 рр. н. е.) у 105 році винайшов процес виготовлення паперу, використовуючи суміш кори шовковиці, конопляного волокна, старої лляної тканини та рибальських сіток. Історичні докази підтверджують, що в II-му столітті до н. е. в Китаї виготовляли папір, який використовували для обгортання. До ІІІ-го століття папір став широко використовуватися для письма, замінивши традиційні, але більш дорогі бамбукові листи, шовкові аркуші, дерев'яні та глиняні дощечки.
Друкарство
Ксилографічний друк: найдавніший друкований був знайден в 1974 році в гробниці поблизу Сіаню — це односторінкова версія «Сутри Дхарані», що надрукована на лляному папері та опублікована між 650 і 670 роками. Найдавнішою відомою друкованою книгою звичайного розміру є сувій «Діамантова сутра», видана в 868 році, яка має довжину 5,18 метра . Вчені стверджують, що каліграфія «Діамантової сутри» набагато досконаліша та складніша, ніж у раніше надрукованій «Сутрі Дхарані».
Рухомий шрифт: першим вченим, який описав у 1088 році процес друкування рухомим шрифтом, був Шен Куо з династії Сун (960-1279), який приписав цей винахід невідомому майстрові Бі Шен. Шен Куо у своїй книзі описує, як Бі Шен виготовляє символи з випаленої глини, розміщує їх для друку, друкує та зберігає для подальшого використання. Також у книзі написано, що Бі Шен експериментував із дерев’яними рухомими шрифтами, але такий спосіб почав використовуватися лише за династії Юань (1271–1368) майстром Ван Чжень у 1290–1333 роках. З 1490 року в Китаї у друкарській справі почали використовуватися мідні рухомі літери.
Порох

Свідоцтва про перше використання пороху в Китаї походять з часів династії Тан (618–907). Найдавніші відомі рецепти пороху були записані у китайському військовому збірнику, складеному в 1044 році під час династії Сун (960–1279), в якому описано порохові формули та використання запальних бомб, що запускаються з катапульт, скидаються з оборонних стін або опускаються на стіну за допомогою залізних ланцюгів, що приводяться в дію за допомогою перекидного важеля. Бомби, запущені з требюшетних катапульт, встановлених на баках військово-морських кораблів, забезпечили в 1161 році перемогу китайському війську над силами Цзінь у битві при Цайші. В 1274 і 1281 роках порохові бомби були використовувані під час вторгнення в Японію. Протягом 13-го та 14-го століть китайські формули пороху стали більш потужними (з вмістом нітратів до 91%), а порохова зброя – більш досконалою та смертоносною, про що згадано у військових рукописах Лю Боуен та Цзяо Юй.

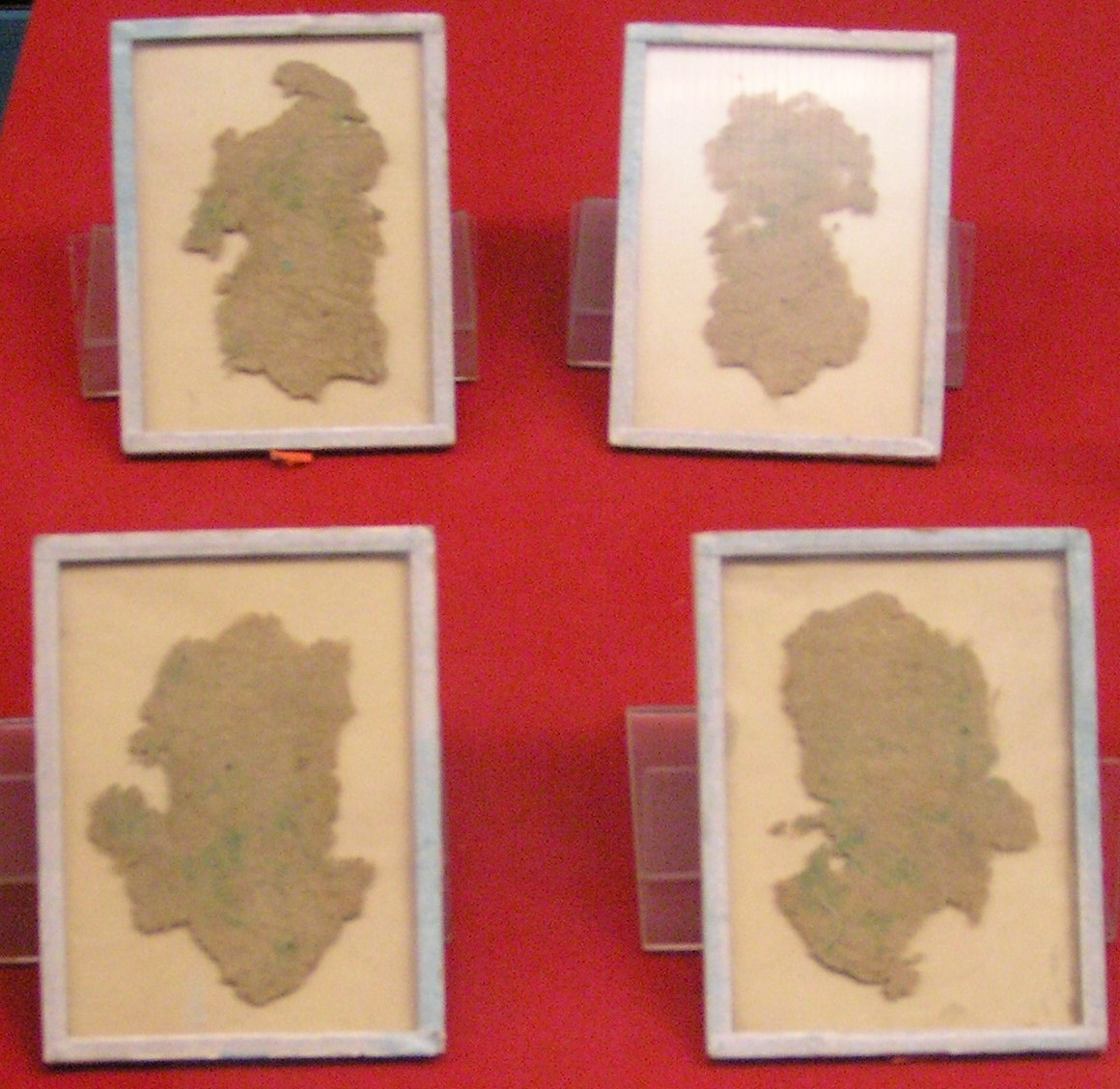
Фрагменти паперу з коноплі, який використовувався для обгортання під час правління імператора У Хань (141-87 рр. до н. е.)
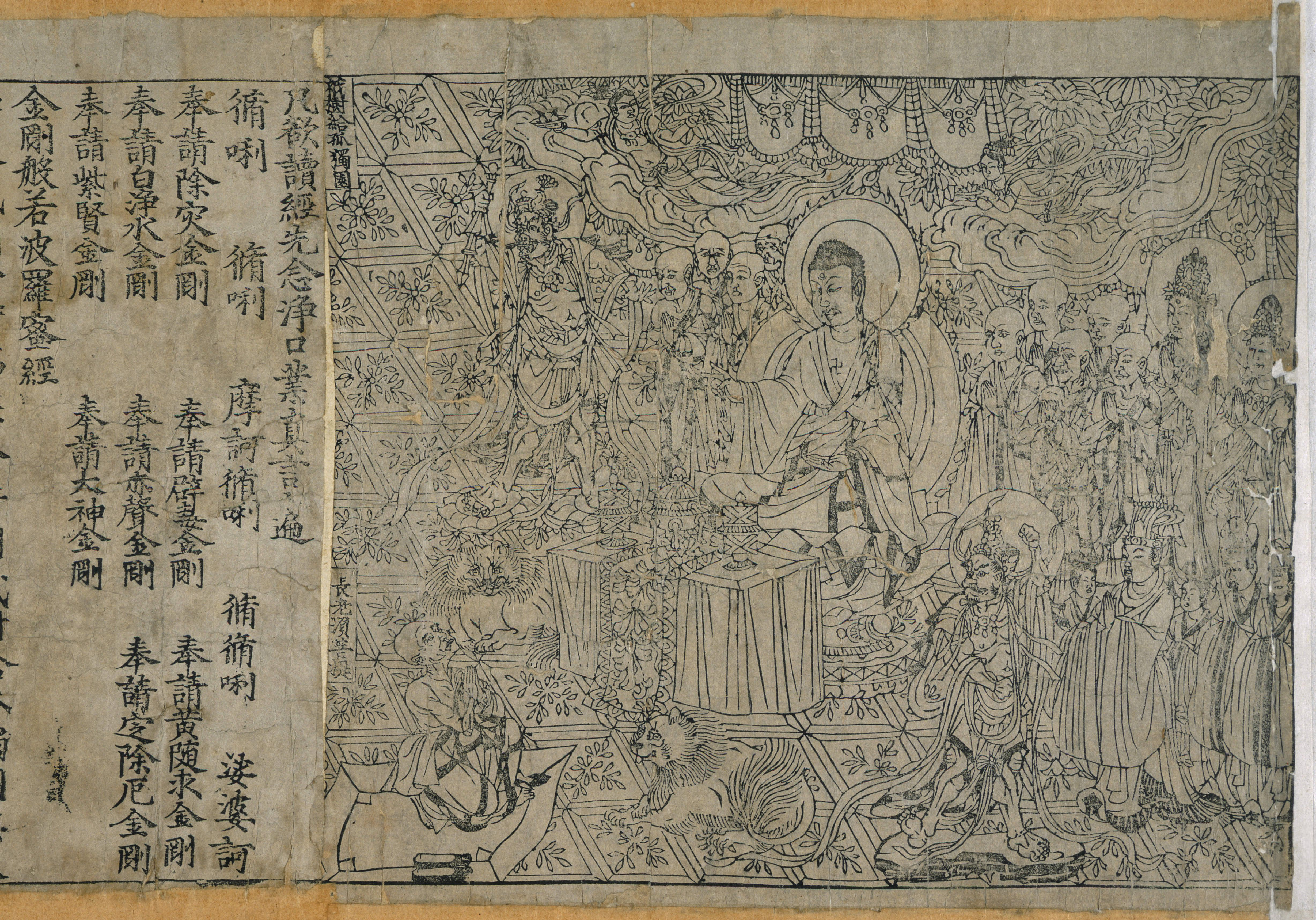
«Діамантова сутра» — найдавніша відома друкована книга, видана в 868 році
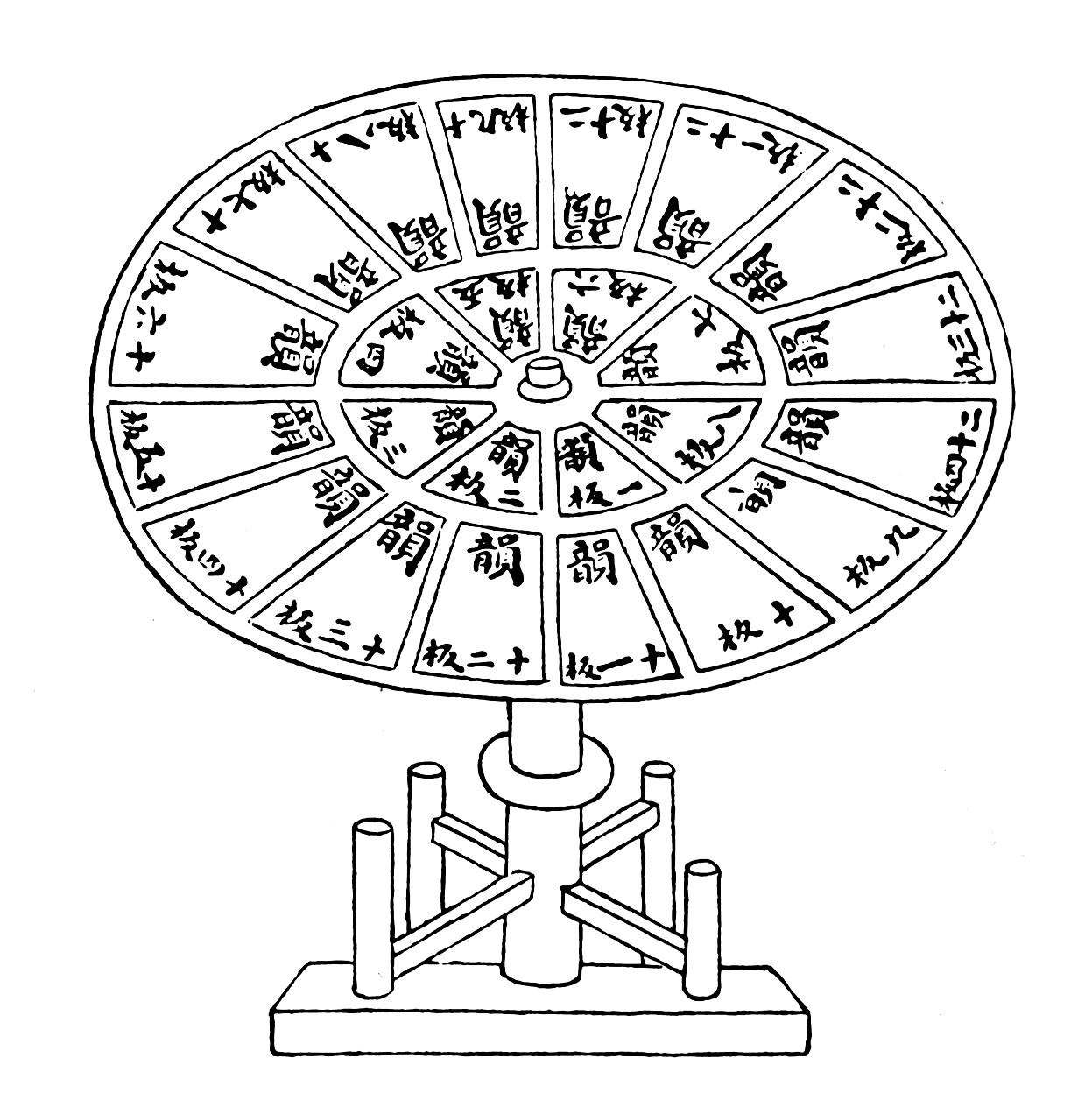
Ілюстрація з книги «Створення рухомих шрифтів і друкарських книг», Ван Чжень, 1313 р.
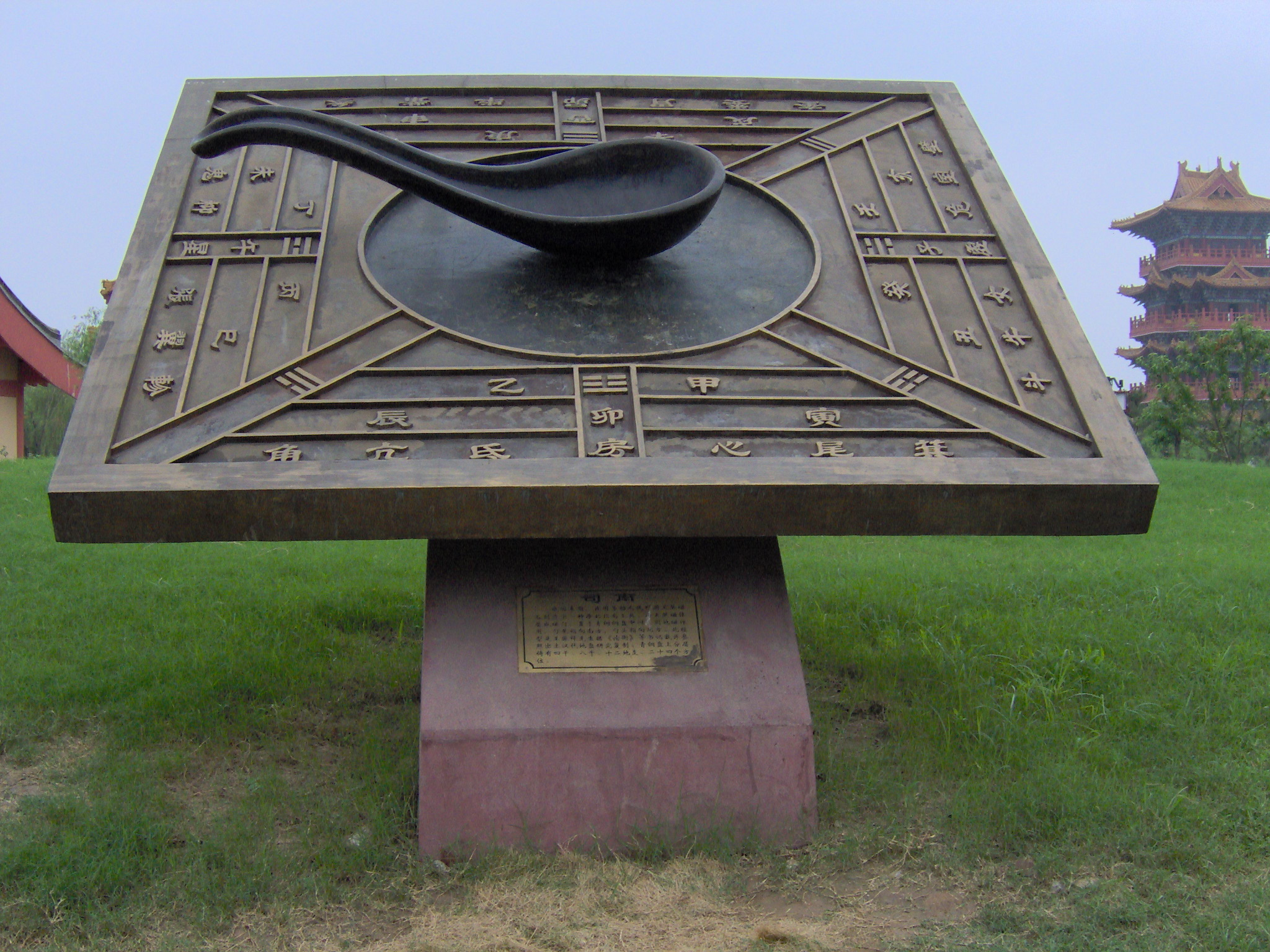
Модель компаса за часів династії Хань (202 р. до н. е. – 220 р. н. е.)
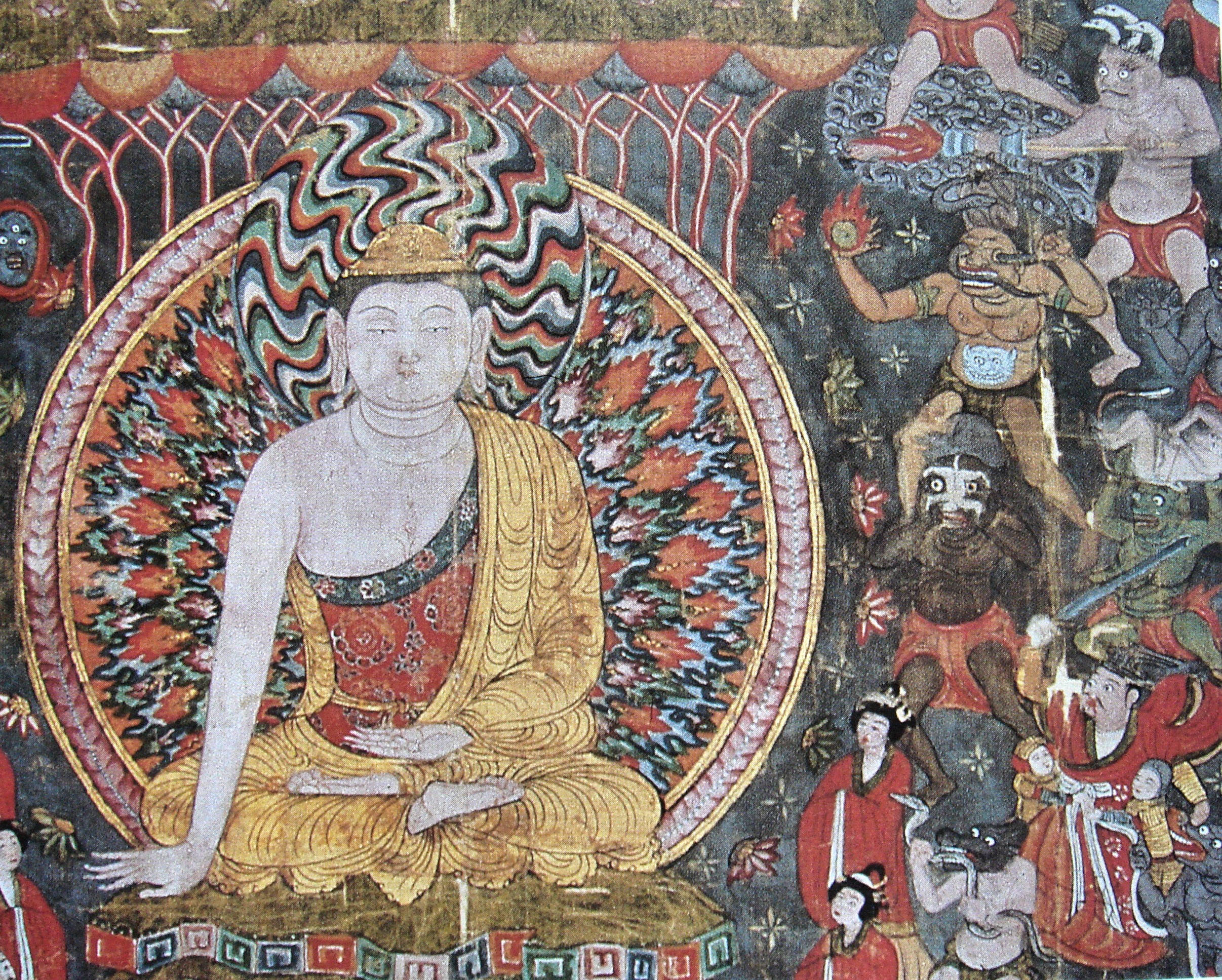
Найраніше зображення використання пороху та мушкетів у Китаї, період створення 907–960 рр

## Доісторичний період Китаю (до V століття до н.е)

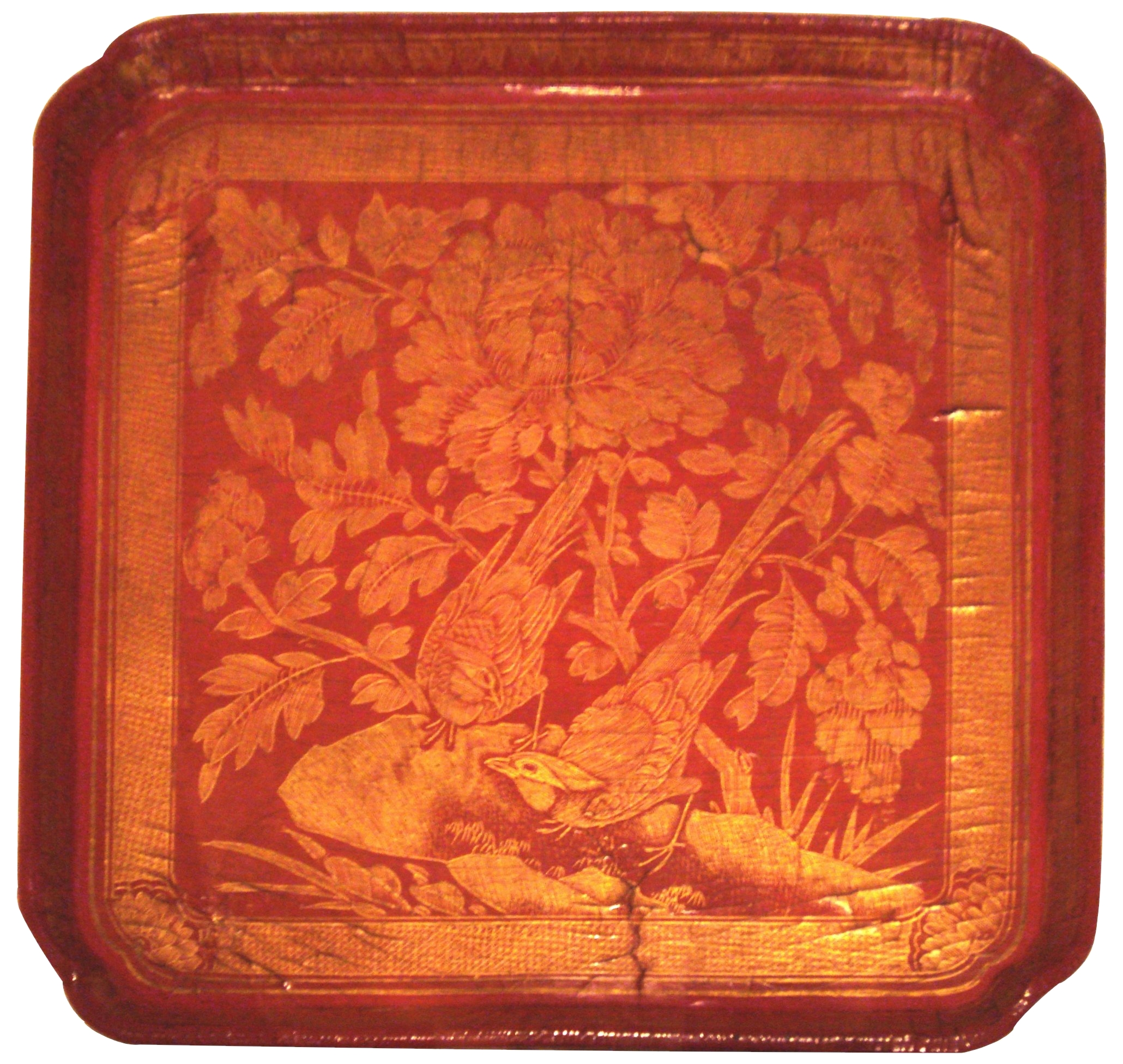
Тарілка із сусальним золотом, покрита червоним лаком, кінець 12 ст - поч.13 ст.

```

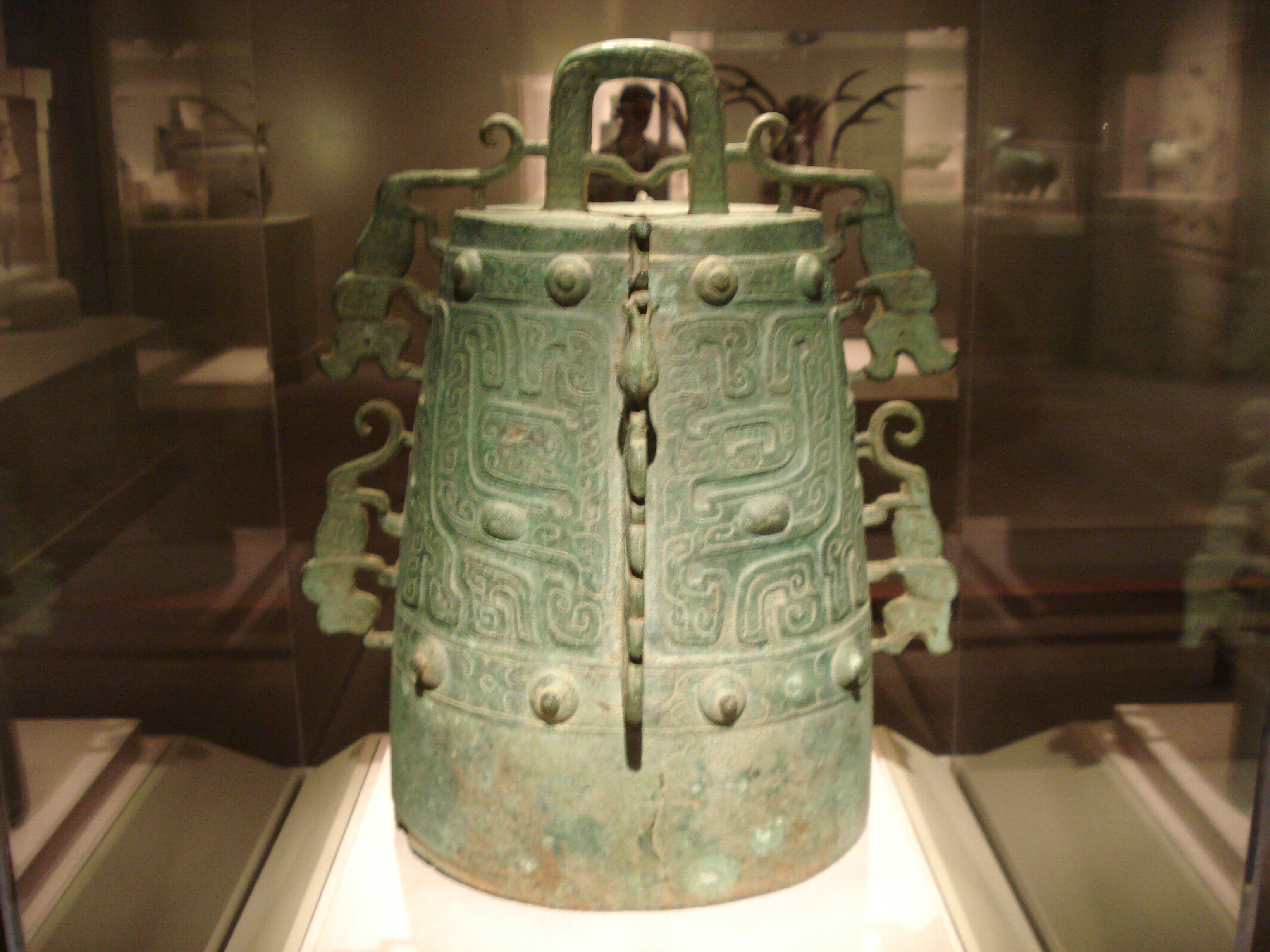
Бронзовий ритуальний дзвін часів династії Чжоу (X-IX століття до н. е.)

Винаходи розташовані за часом створення
```

- Похоронна гончарна урна: перші докази похоронної гончарної урни, що датуються приблизно 7000 роком до н.е., походять із ранньої стоянки Цзяху, де загалом знайдено 32 похоронні урни[18]. В той час в Китаї поховальні урни використовувалися в основному для дітей[19]. Невеликий отвір був просвердлений у більшості поховальних урн, і вважається, що він дає доступ духу[20].
- Підземне буріння: археологічні дані та старі китайські документи показують, що доісторичні та стародавні китайці мали вміння робити буріння для добутку води, стародавні китайські глибокі колодязі для питної води мають вік 6000-7000 років [21][22][23].
- Лак: лакування використовувалось в Китаї з періоду неоліту та є частиною культури Китаю. Вироблявся лак з лакового дерева, яке росте в Китаї. Червона дерев’яна чаша, яка, як вважають, є найдавнішим відомим контейнером для лаку, датована 4000-5000 роками до н.е..[24][25][26]
- Шовківництво: Найдавніший шовк, знайдений у Китаї, датується приблизно 3630 роком до н.е.[27]
- Дзвін: дзвіночки-хлопавки, що зроблені з кераміки, були знайдені в кількох археологічних місцях Китаю та належать до III тис. до н. е. (культура Яншао)[28][29]. Найдавніші металеві дзвони Китаю датовані приблизно 2000 роком до н.е.[28].
- Кинджал-сокира: такий кинджал в Китаї називають ґе. В культурі Луншань (3000–2000 рр. до н. е.) у Хенань він використовувався як сільськогосподарське кам’яне знаряддя та як церемоніальна зброя (приблизно 2500 р. до н. е.)[30]. Бронзовий ґе був основною зброєю піхоти періодів Шан (бл. 1600–1050 рр. до н. е.) і Чжоу (бл. 1050–256 рр. до н. е.).[18][31]

## V століття до н.е ― 221 рік до н.е.
```
Список винаходів 
доціньського періоду
[zh]

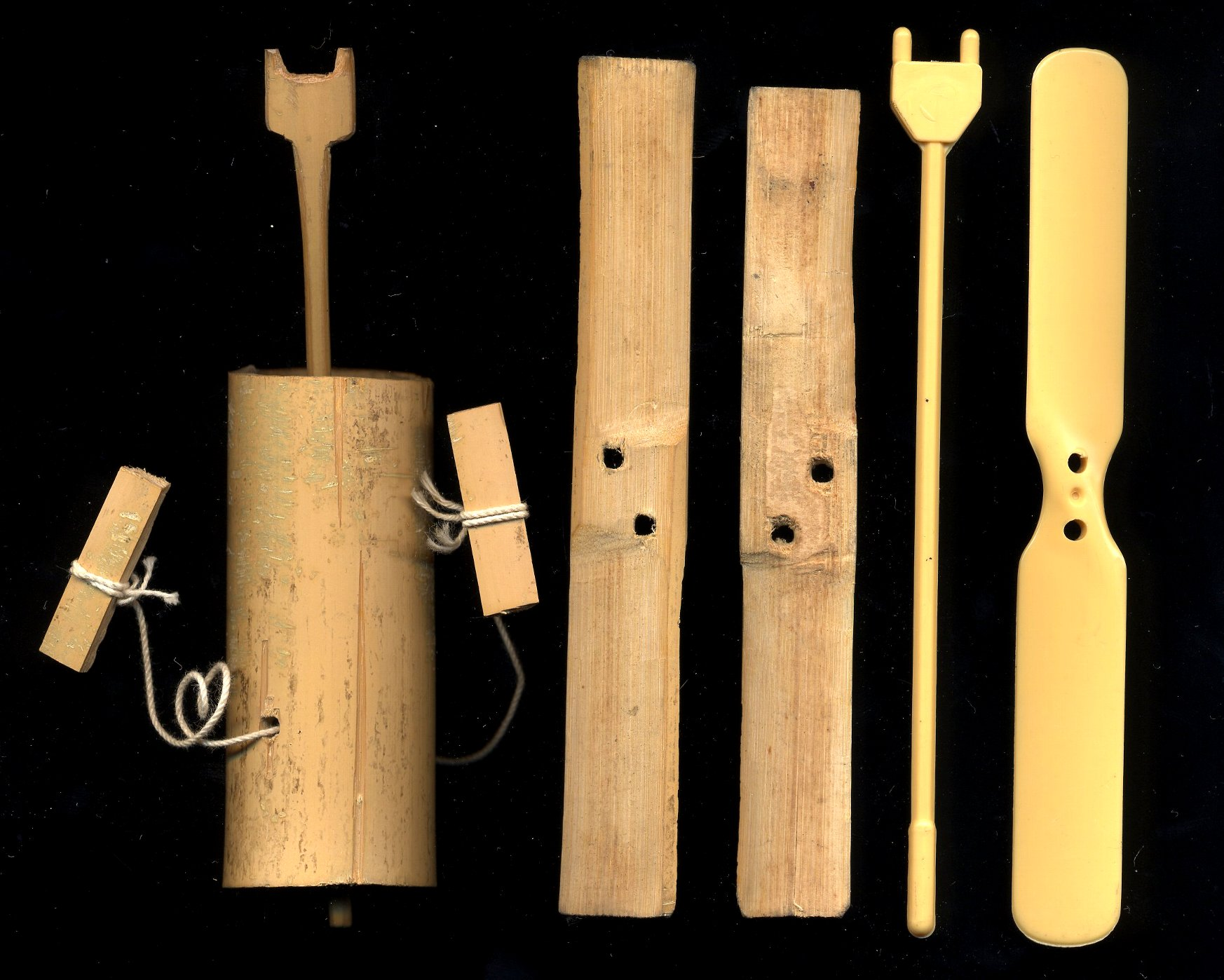
Сучасні іграшки-вертоліти

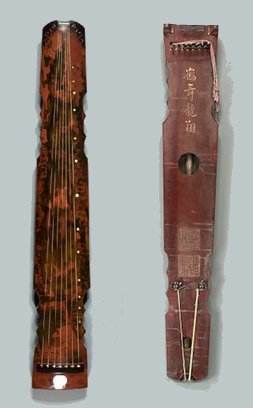
Гуцінь (з обох боків)

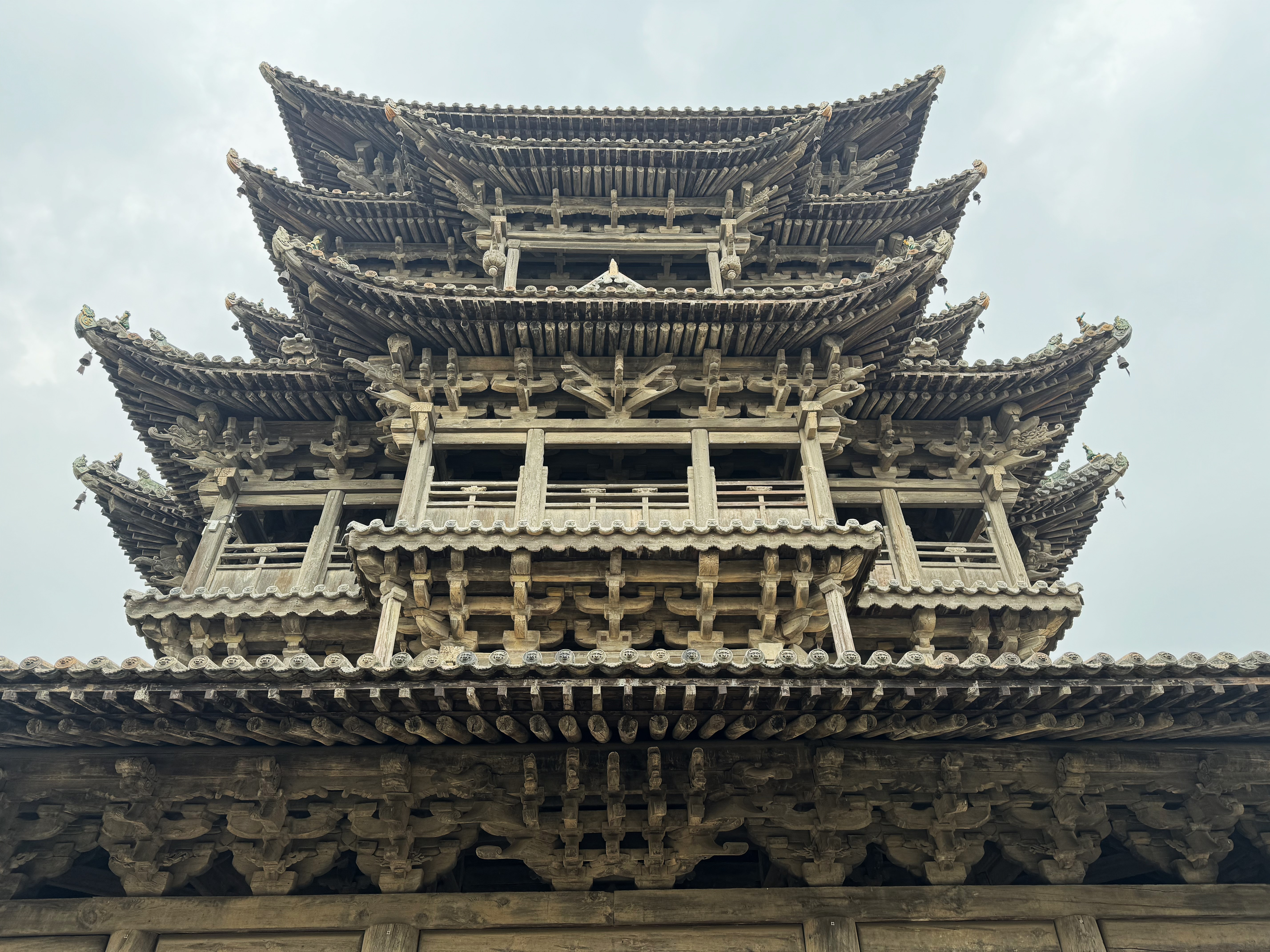
Деталі доу-гун вежі храму Dongyue, Ванжун, що є першою дерев'яною будівлею в Китаї

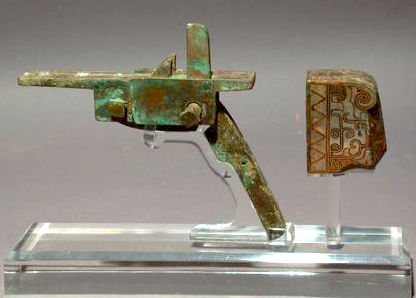
Китайський бронзовий арбалет із срібною інкрустацією, виготовлений приблизно у 403–202 рр. до н. е. (дерев’яна частина згнила)

 подано в алфавітному порядку
```

- Акупунктура: акупунктура вперше згадується в давньокитайському медичному тексті Хуан-ді нейцзін Ліншу Сувень, що написано між ІІІ-м і ІІ-м століттями до н.е.. Найдавніші відомі голки для акупунктури були виготовлені із золота та були знайдені в гробниці Лю Шен, короля Чжуншаня, який помер у 113 р. до н. е..[33]
- Бамбуковий вертоліт: ця дитяча іграшка була винайдена у період Чжаньґо, виготовлялась з бамбука або дерева, мала вісь та крила-весла, мала здібність літати[34].
- Важкий залізний плуг із відвалом: найдавніші залізні плуги, що знайдені на території Китаю, датовані приблизно 500 р. до н.е. та належать до династії Чжоу (1027—221 до н. е.). Такий залізний плуг мав плоску V-подібну форму та був оснащений дерев’яною жердиною та руків'ям. Вдосконалення технології лиття з чавуну у III столітті до н.е. призвело до розробки важких залізних відвалів на плузі, які дозволяли перевертати ґрунт з обох боків, при цьому леміш залишався чистим.[35][36][24]
- Вітрильник: використання вітрильників у Китаї сягає щонайменше часів Південної та Північної династій[37].
- Використання кольорів для відповідності напрямкам: найраніші археологічні знахідки в провінції Аньхой свідчать про використання китайцями кольорів для позначення сторін світу в період династії Чжоу (771 - 481 рр. до н.е.)[38]. Опис «п'яти кольорів» з'явився в книжці Шу цзін де визначено, що південний напрямок позначається червоним, центр - жовтим, схід - синім, захід - білим, північ - чорним[39].
- Хромування: стародавнім китайцям приписують перше в історії використання хрому для запобігання іржавінню металів. Стріли арбалетів воїнів Теракотовій армії віком понад 2000 років, які були хромуванні, не мали ознак корозії.[40][41] Хром в Європі почали використовувати тільки на початку ХІХ століття[42].
- Гуцінь: гуцінь є найстарішим у світі струнним щипковим музичним інструментом. В Китаї він існує принаймні з часів династії Шан (бл. 1600-1050 рр. до н. е.)[43]. Найдавніший відомий гуцінь був знайдений у гробниці Цзенхоу І (433 р. до н. е.)[44]. Багато вчених припускають, що гуцінь став популярним під час династії Чжоу (1050–256 рр. до н. е.), але найдавніша письмова табулатура гуцінь датується династією Хань (202–220 рр. н. е.)[45][43]. Він був одним з чотирьох мистецтв[en] доцинського Китаю, тобто чотирма основними академічними та художніми талантами, необхідними для аристократичного вченого-джентльмена (гуцінь, гра Ґо, китайська каліграфія, китайський живопис)[46][47].
- Ґо: стратегічна настільна гра ґо була винайдена у Китаї, що документально підтверджено у творах Конфуція (551–479 рр. до н. е.) та Мен-цзи (371–372 рр. до н.е.)[48][49][50].
- Дієтотерапія, для виправлення дефіциту поживних речовин: перший чіткий опис використання звичайної дієти для контролю симптомів захворювання описано в книзі «Синопсис Золотої палати» Чжана Чжунцзина (бл. 150–бл. 219 рр.). Чжан Чжунцзін проводив дослідження й з'ясував, що первні продукти полегшують стан хворого, але він не розумів справжньої природи вітамінів.[51][52]
- Доу-ґун: доу-ґун— це архітектурна опорна деталь, що є унікальною для китайських будівель та є однією з визначних рис класичної архітектури Східної Азії[53]. Доу-ґун було винайдено з метою перенесення ваги з вертикальних балок споруди на горизонтальні, що робить будівлю еластичною та стійкою під час землетрусу та дозволяє робити тонкі стіни[53]. Доу-гун має з кожного боку несучи дерев’яні блоки (доу), які підтримують подвійні дугоподібні бруски-контейнери (ґун). При будівництві (приблизно з 1050 - 771 рр. до н.е.) дой-гун розміщали між верхівкою і стягами, щоб підтримувати поверхи китайських будівель.[32][54]
- Олія тунга: найдавніша згадка про олію тунга знайдена в працях Конфуція, що датуються приблизно 500–400 роками до н. е.. Китайці виробляють з тунгу китайського олію вже щонайменше 2500 років та використовують для будівництва водостійких дерев'яних кораблів та парасольок, водонепроникних дерев'яних покриттів, герметиків, а також для виготовлення чорнил та барвників.[55][56]
- Палички для їжі: за записами давньокитайського історика Сіма Цянь імператор Чжоу з Шана був першою людиною, яка використовувала палички для їжі зі слонової кістки ще у XI столітті до н.е.[57]. Найдавніша відома письмова згадка про використання паличок для їжі походить з філософського твору « Хань Фейцзи», написаного у III столітті до н. е. письменником та філософом Хань Феєм (близько 280–233 рр. до н. е.) [58].
- Повітряний змій: у записах китайського філософа, засновника школи моїзму Mo-цзи було записано, що в V столітті до н. е. китайський винахідник Лу Бань зробив птаха з дерева, який літав у небі три дні[59]. Існують підтвердження, що з IV століття у Китаї здійснювався запуск повітряних зміїв для розваги, а з VI століття їх використовували як сигнал лиха та для військової сигналізації[6][60].
- Природний газ як паливо: у Китаї природний газ для освітлення та як паливо в промисловості вперше почали використовувати у період Чжаньґо в IV столітті до н.е., а під час династії Хань (202 р. до н. е. – 220 р. н. е.) китайці вже мали технологію глибокого буріння для його видобутку. З І століття до н. е. в Китаї при солеварінні систематично використовувався природний газ, який через бамбукові труби з глибини 610 м перекачувався в дерев'яну газову камеру, розташовану у 3 метрах нижче приміщення для варіння солі, з якої по трубам подавався до котлів, де розсіл кип’ятили та випаровували.[61][62]
- Ручний арбалет: найдавніші письмові свідчення про використання ручних арбалетів у боях датуються IV століттям до н.е.[3], а найдавніші ручні арбалети з бронзовими курками датуються VI-м століттям до н.е.[63]. У порівнянні з арбалетом стародавніх греків багато вчених стверджують, що китайський ручний арбалет менш громіздкий і не потребував опори, щоб утримувати його нерухомим[64][65][66].
- Складана парасолька: перші письмові згадки про складану парасольку з механічним ковзанням датовані І сторіччям, коли в 21-му році імператор Ван Ман попросив майстрів встановити таку парасольку на його церемоніальну колісницю[67]. Археологічні знахідки складних бронзових петель з пазами, ковзаннями та засувками часу династії Чжоу (1122–256 рр. до н. е.), доводять, що механічні парасольки в Китаї існували ще в VI столітті до н.е.[68]. Під час династії Вей (220–265 рр. н. е.) шовкове покриття парасольок змінилося на щільний промаслений папір, виготовлений із кори шовковиці[69].
- Спиртні напої: у Вавилонії та Стародавньому Єгипті вміст алкоголю в звичайному пиві становив лише 4-5 %, а в Європі тільки в XII столітті в Італії було створено напій міцністю понад 11%. Стародавні китайці ще в 1000 р. до н. е. варили пиво з вмістом алкоголю більше 11%.[58]
- Сухопутне вітрильне судно: використання сухопутного вітрила в Китаї почалось у періоді Північної та Південної династій у VІ столітті[37].
- Точкове зображення: китайській філософ Мо-цзи (470-391 рр. до н. е.) описав явище, коли світло, що проходить через маленький отвір, утворює перевернуте зображення[60]. Мо-цзи описав це так: «кінець (пінхол) — це отвір, яскраво сяючий, як сонце та місяць,... нижня людина висока, а вища людина низька. Ноги блокують нижнє світло, тому відображення утворюється зверху; голова блокує верхнє світло, тому відображення утворюється знизу. Є кінець світла вдалині та поблизу, тому відображення знаходиться всередині резервуару...»[70].
- Тяговий требушет: найдавніші требушети, які приводилися в рух людиною, були розроблені в Китаї в V-IV століттях до н.е., а в IX столітті вже був вигаданий гібридний требушет, в якому обертовий вал приводився в дію людиною[71][72].

- Чорна металургія: залізо у Китаї навчились виготовляти у період 722-481 рр. до н. е., а приблизно 500 р. до н. е. з’явилась технологія кування заліза. Залізні знаряддя та зброя, що знайдені в Китаї, датуються V століттям до н.е., а найдавніші китайські доменні печі, що виробляли чавун, який потім переплавляли та очищали у вагнанці, датуються III та II століттями до н.е.. Більшість знайдених залізоробних виробів, що датовані до 117 р. до н. е., зроблені ливарним способом.[73][74]

## 221 рік до н. е. – 220 рік н.е.

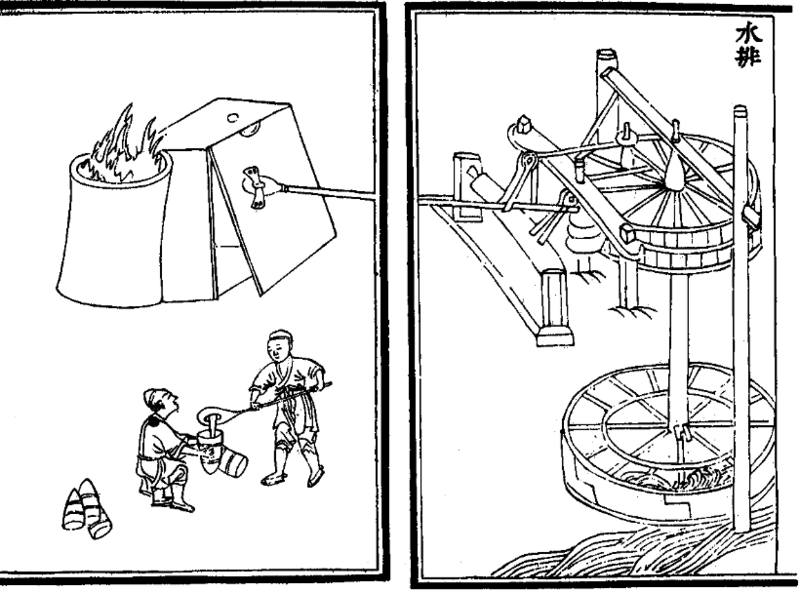
Пасова передача доменної печі, що працює від водяного колеса. Малюнок з книги Ван Чженя, 1313 рік

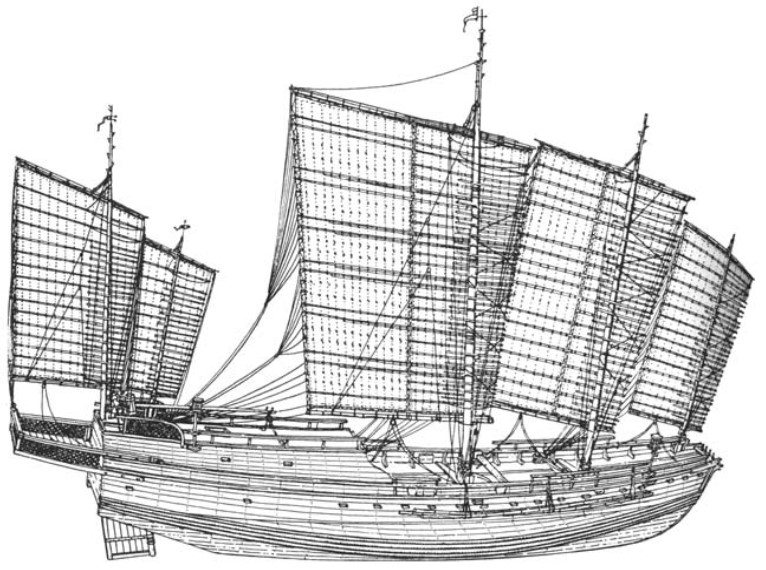
Вантажна джонка з кількома щоглами, XV століття

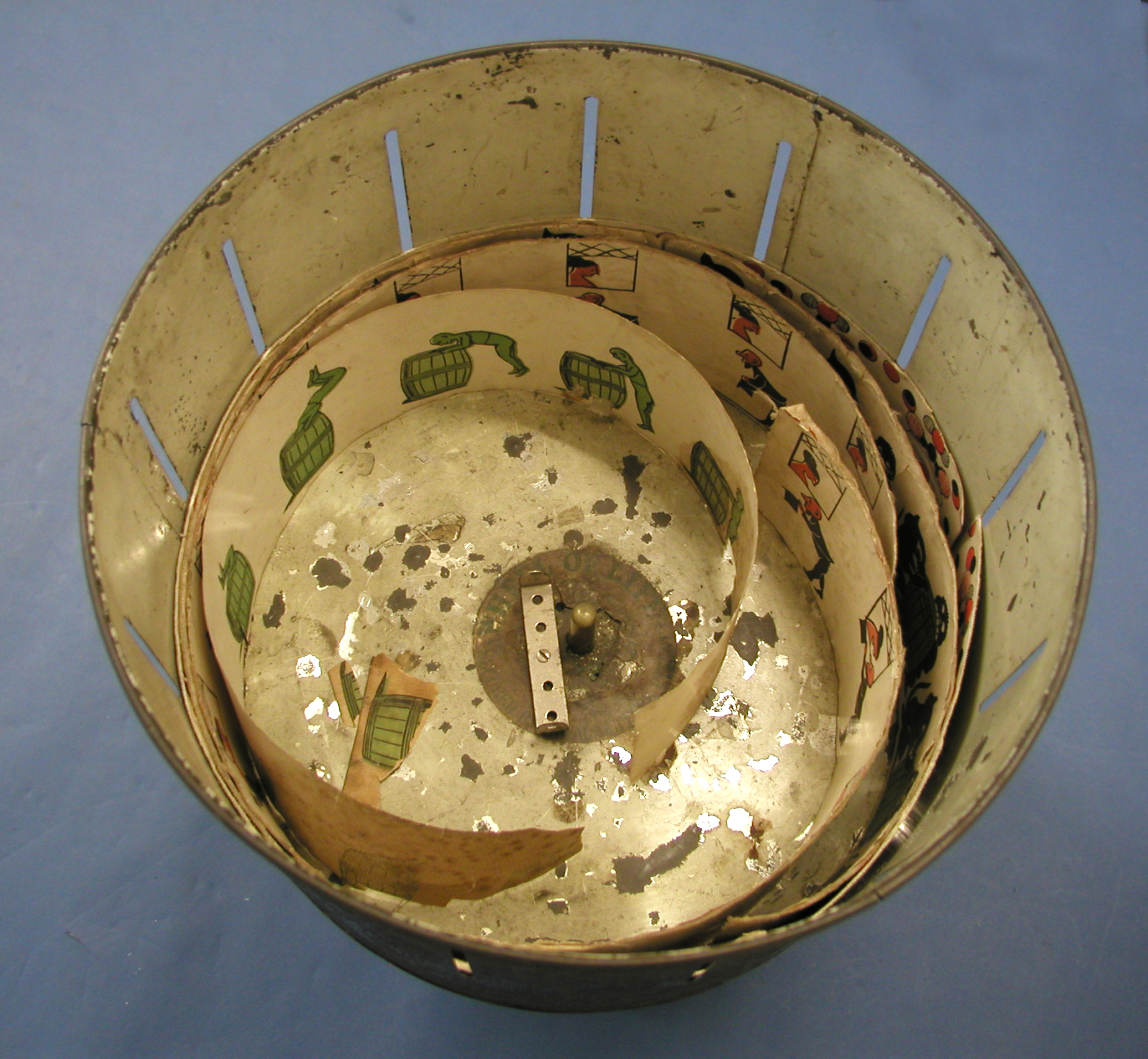
Зоотроп

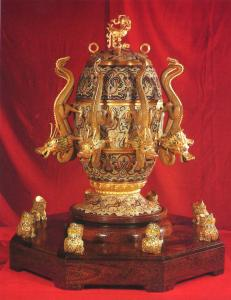
Сейсмограф Чжан Хена

```
Винаходи часів династій 
Цинь
 і 
Хань
 представлено у алфавітному порядку (список не повний)
```

- Армілярна сфера та астрономічний годинник з водним приводом: у IV столітті до н.е. давньокитайські астрономи Ши Шень і Гань Де першими створили армілярну сферу, інструмент для демонстрації руху небесних тіл, схожий на сучасну небесну кулю[en][75]. Китайська армілярна сфера була приладом спостереження та вимірювання екліптичних і екваторіальних координат небесних тіл. У XI сторіччі китайський вчений-енциклопедист, державний діяч Су Сун створив астрономічну обсерваторію, що поєднувала армілярну сферу, небесну кулю і годинниковий механізм складною системою зубчастих коліс, що приводилися у рух завдяки силі текучої воді[75].
- Вентилятор: під час династії Західна Хань Дін Хуань, механік із Чан'аня, винайшов механізм віялки з обертовим вентилятором, який був встановлено на осі й приводився в рух силою людини[76][24]. Такий механізм з того часу постійно використовувався у сільському господарстві для видалення рисового, пшеничного та іншого лушпиння зернових культур. З часів династії Тан такі віялки працювали завдяки гідравлічній силі[77]. Під час династії Сун обертові вентилятори почали розповсюджуватися по території Китаю[76].

- Весловий човен (джонка): джонка була унікальною конструкцією човна у стародавньому Китаї[78]. Під час династії Хань (202 р. до н. е. – 220 р. н. е.) джонки використовувались тільки на річках та каналах Китаю, вони мали квадратні вітрила, плоский корпус та центральне кермо[60][79]. Найстаріше відоме у світі зображення стерна, встановленого на кормі джонки, можна побачити на гончарній моделі судна, що датується до I століття н. е.[80]. При будівництві джонок з I століття китайці використовували кермо, встановлене на кормі, ще за кілька століть до того, як воно було прийнято у суднобудівництві на Заході[81]. Джонка мала конструкцію, в якій структурні ребра човна були замінені на суцільні поперечні перебірки, які з V століття створювали водонепроникні відсіки, що зменшували затоплення судна при пробоїнах[60]. Під час династії Сун (приблизно з 960 до 1279 рр.) джонки почали плавати у океанічних водах[78]. На початку ХV століття флот під командуванням адмірала Чжен Хе здійснив низку подорожей до Східної Африки[82][83], а найбільше судно флотилії мало чотири щогли та довжину більше 120 м[84].
- Водний річковий канал: у 219 - 214 роках до н. е. у період Воюючих царств (481—221 до н. е.) під керівництвом експерта з охорони води Ши Лу був проритий водний канал між річками Сян і Лі[en]. Канал мав довжину 36,4 км та використовувався для перевезення товарів між районами провінції Гуансі.[4]
- Гідравлічний міх: винахідник стародавнього Китаю Ду Ши в I столітті вперше почав застосовувати гідравлічну силу (водяне колесо) для роботи міхів у металургії. Його винахід був використаний для роботи доменної, а потім вагранської печей при виплавці чавуну та сталі. Використання водяних коліс мало велике значення для збільшення металургійного виробництва Китаю.[85][86]
- Ефедрин: у традиційній китайській медицині ефедрин екстрагували з ефедри синицької з часів династії Хань (206 р. до н. е. – 220 р. н. е.) як протиподразнювальний та протиастматичний засіб[87]. Промислове виробництво ефедрину розпочалося в Китаї в 1920-х роках[88][89].
- Зоотроп: близько 180 року китайський винахідник Дін Хуань використав конструкцію винайденого ним вентилятора до ліхтаря й створив зоотроп[90]. Зоотроп Дін Хуана складався з вентилятора, який був розміщено над лампою зі свічкою, та барабана з картинками, який був закріплено на лопатях вентилятора. Гаряче повітря від свічки змушувало лопаті обертатися, і за певної швидкості виникала ілюзія руху зображення.[91]
- Кривошип: найдавнішим доказом винаходу кривошипної ручки в Китаї є модель гончарного вітряного млину, що була розкопано в гробницях Хань (202–220 рр. до н. е.). На моделі зображено селянський зерновий млин та вентилятор з рукояткою-кривошипом. Кривошипні ручки в Китаї за часів династій Тан і Сун використовувалися в зернових млинах, машинах для мотання шовку та конопель, гідравлічних міхах, кабестанах колодязів та інших пристроях.[32][75]
- Механічний ляльковий театр: у «Записах трьох королівств» сказано, що майстер Ма Цзюнь (220–265 рр. н. е.) створив механічний ляльковий театр, який приводився в рух дерев’яним водяним колесом, та використовувався для розваги знаті[92]. Під час обертання водяного колеса ляльки в театрі рухались, грали музику та танцювали, стрибали, кидали меч та висіли вниз головою на мотузяній драбині. Пізніше майстри механічних лялькових театрів використовували концепцію театру Ма Цзюнь.[93]
- Пасова передача: Перший опис машини з механічною пасовою передачею, що використовувалася для намотування шовкових волокон на веретено, згадується в І столітті до н. е. Яном Сюном в праці «Діалекти» [94]. Опис такої машини також було згадано в 1090 році Цинь Гуанем в книзі про шовківництво, де описується механізм для намотування шовкових ниток з механічним приводом[95]. Це досягнення мало вирішальне значення для пізнішого винаходу прядки в Китаї[52]. У 1313 році в книзі про сільське господарство Ван Чженя описано багатоверетенну прядку з безперервним ремінним приводом[64]. Ще до XIV століття в Китаї гідравлічна сила використовувалася для обертання великих прядок у ткацькому виробництві[85].
- Підйом з дна водойм важких предметів: Між 1041 і 1048 роками у Пучжоу міст через Хуанхе був зруйнований повенями[96]. Його конструкція кріпилась на чавунних статуях у вигляді биків по обидва боки річки. Декілька з восьми таких биків, вагою десять тисяч фунтів, повінь затягнула на дно Хуанхе. Місцевий ченець запропонував спосіб їх витягнення завдяки властивості плавучості. Було наповнено землею човни, які прив'язали до статуї на дні, потім поступово човни звільняли від землі, через що вони ставали легшими та спливали, піднімаючи залізного бика з дна, який повільно відбуксирували до берега.[97][96]
- Плужний візок: дерев’яні сівалки були винайдені в Китаї в III столітті до н. е., а перші плужні візки або багатотрубні сівалки — в II столітті до н. е.[35]. Такі візки виконувати боронення, посів, покриття ґрунту, що значно підвищувало ефективність вирощування рослин[98].
- Рельєфні карти (3-D карти): відомо, що на початку І століття військовий стратег Ма Юань (14 р. до н. е.–49 р. н. е.) побудував тривимірну карту місцевості[32], у V столітті чиновник і письменник Се Чжуан (421–466 рр. н. е.) побудував дерев’яну рельєфну карту імперії площею 0,93 квадратних метра, яка розбиралась та складалась знову за потреби. У ХІ столітті китайський вчений Шень Куо (1031–1095 рр. н. е.) створив тривимірну рельєфну карту з дерева, рисової пасти, тирси та бджолиного воску[85]. Тодішній імператор Чжао Сюй І (правління 1067-1085 рр. н. е.) був вражений цією картою й наказав усім прикордонним чиновникам виготовити подібні дерев'яні карти та передати їх до столиці[99].
- Селадон: технологія виробництва селадону — різновиду порцеляни, що вкрита прозорою поливою світло-зеленуватих відтінків, була добре відома в Китаї вже в період Трьох царств (220-265 рр.)[24]. В період ранньої династії Північна Сун (960–1127 рр.) в місті Лунцюань було розвинуто гончарство: працювали декілька гончарних печей, вдосконалювалась формула поливи, вироби з селадону цього періоду мали насичену зелену, синьо-зелену та оливково-зелену глазурі. Лунцюанський селадон став початком розквіту китайської порцеляни.[100][101]
- Сейсмограф: перший сейсмограф був винайдений у 132 році придворним чиновником, астрономом і математиком Чжан Хеном (78–139 рр. н. е.). Давньокитайський сейсмограф був з металу, мав форму урни, на якій було прикріплено вісім драконів, які в пащах тримали кульки. Щелепи драконів були мобільними, до них було прикріплено мотузки, які через отвори у стінці урни чіплялась до стрижня, що вільно висів в середині. Під драконами було встановлено металевих жаб з роззявленими пащами. При коливанні поверхні, щелепа дракона відкривалась, куля падала в пащу жаби, створюючи звук та вказуючи точний напрямок далекого землетрусу в одному з восьми напрямків; це дозволило владі швидко відправити екстрену допомогу в райони лиха.[102][103][16]
- Ударно-канатне буріння: Китай за часів династії Хань (202 р. до н. е. – 220 р. н. е.) використовував ударно-канатне буріння для перекачування розсолу через бамбукові труби на солеварнях з глибини 600 метрів[104][105]. Вчений К. С. Том описав старовинну китайську технологію буріння: «... група сильних людей стрибала вгору та вниз по балці, щоб вдаряти по буровому долоту, а буровий інструмент обертався великою рогатою худобою»[106]. До кінця XIX століття ударно-канатне буріння було практично єдиним способом буріння у світі.[61]
- Чай: приблизно з 2000 року до н. е. в західній провінції Юньнань чай вживали як лікарську траву[107][108]. З І століття до н. е. пиття чаю як напою стало усталеною звичкою мешканців північного та східного Китаю[58]. Рання китайська чайна культура виникла за часів династії Хань (202 р. до н. е. – 220 р. н. е.), але виключно серед шляхти[109]. Чайний посуд вперше з’явився в епоху Східної династії Цзінь (317–420 рр. н. е.)[108]. Сама чайна культура остаточно сформувалась за часів династії Тан (618–907 рр. н. е.)[110].

## 222 – 535 роки н.е.
Список винаходів епохи трьох Царств, Цзінь та Південних та Північних династій:
- Колісниця-компас: колісниця, завдяки якій можна було визначити напрямок руху, була виготовлена в 255 році китайським інженером-механіком Ма Цзюнь[75]. Цей пристрій був колісним транспортним засобом з диференціальними передачами, які повертали фігурку, що була розташована зверху колісниці, завжди у південному напрямку. Цей механізм не використовував магнітні властивості Землі, як компас, він працював тільки завдяки механізмам. В наступних династіях Китаю цю колісницю Ма Цзюня вдосконалювали та використовували.[75][111][112]
- Небесні ліхтарики: конструкцію небесного або повітряного ліхтарику винайшов китайський військовий стратег та винахідник Чжуге Ляну епохи Трьох царств (220 - 280 рр.) для використання як передача повідомлень під час військових кампаній[113]. З XV століття небесні ліхтарики використовуються на святах в країнах східної Азії.
- Водонепроникний відсік: у V-му столітті китайці почали будувати кораблі, які мали водонепроникні відсіки в корпусі, й при пошкодженні не тонули[114][99]. Ця технологія вдосконалювалась та наприкінці ХІІІ століття її почали використовувати при будівництві великих океанічних суден[115][116]. Це дозволило Китаю на початку ХV століття здійснити низку подорожей до берегів Східної Африки[82][83]. Західні автори від Марко Поло (1254–1324), Нікколо да Конті (1395–1469) до Бенджаміна Франкліна (1706–1790) вважали перегородки у корпусах китайських кораблів унікальною китайською концепцією суднобудування, а західне кораблебудування почало використовувати цю конструкцію корпусу тільки на початку XIX століття[117][14].
- Сталеплавильне виробництво: перша письмова згадка про виробництво сталі походить від майстра Ці Му Хуай Вень у VI столітті.[118] У найдавнішій фармацевтичній монографії Materia Medica 659 року було описано процес створення сталі та сталевих виробів[119]. Китайський вчений-енциклопедист Су Сун (1020–1101) у своєму творі вказав на використання сталі при виготовленні мечів[118][120]. Першим документом, який детально описує процес виробництва сталі в Китаї, була робота китайського вченого Сун Інсін «Використання творів природи», яка була написана у 1637 році[121]. Технологія виробництва сталі в Китаї того часу передувала технології мартенівської печі Карла Сіменса, яка була винайдена тільки у середині XIX століття[122][123].

## 581 рік — початок ХХ століття
```
Винаходи періоду династії 
Суй
,
Тан
, 
Сун
 і 
Юань
 розташовані за часом створення
```

- Безперервний ланцюговий привід: перший нескінченний ланцюговий привід був зображений у трактаті китайського математика та астронома Су Суном (1020–1101 рр. н. е.). Су Сун використовував ланцюговий привід в передачі водного механізму для руху армілярної сфери, що була розташована в астрономічній годинниковій вежі міста Кайфин, яка є першим астрономічним годинником з водним приводом[124].
- Використання коксу як палива: щоб уникнути надмірного вирубування лісів, після династії Сун (960-1279) в Китаї почали замість деревного вугілля для палива в металургії використовувати кокс, що виробляли з бітумінозного вугілля[125][126].
- Кольоровий друк: в Китаї за часів династії Юань почали використовувати технологію кольорового друку на папері. Найдавніший у світі кольоровий відбиток є фронтиспіс китайського сутри, яка датована 1346 роком[127].
- Однопролітний кам'яний арочний міст: у 605 році під керівництвом китайського майстра Лі Чун в місті Чжаочжоу, розташованому у південній провінції Хебей, був побудовано кам’яний арочний міст, який зраз відомий як міст Анцзи [128][129]. Міст має чотири напівкруглих арки, які роблять його структуру відносно легкою та дозволяють без перешкод проходити паводковій воді під час літніх повеней[130]. Цей міст є найстарішим мостом світу, що має відкриті перемички.[32]
- Паперові гроші: паперові гроші вперше були розроблені в Китаї часів династії Тан (618-907 рр.) для уникнення використання великої кількості мідних монет у комерційних операціях [131][132]. Під час династії Сун (960–1279) багато копалень мідної руди було закрито, кількість монет зменшувалась через те, що монети могла використовувати як метал, та й тому, що мідні монети держава використовувала для розрахунків з іншими країнами Азії, й монети частіше за все залишалось там. Тому в Китаї того часу настав дефіцит монет й це на початку XII століття змусило уряд Сун випускати паперові гроші на додаток до мідних монет, щоб стабілізувати ціни на мідь.[61] Спочатку використовувати паперові гроші використовувались тільки у певних регіонах країни, але коли вартість паперових грошей була забезпечена офіційними резервами золота та срібла, уряд Сун між 1265 і 1274 роками запровадив паперові гроші по всій країні[132].
- Тиреоїдний гормон для лікування зоба: відомий китайський лікар династії Тан (618–907 рр.) Жень Цюань у своїй книзі «Стародавні та сучасні рецепти» рекомендував використовувати щитовидні залози кастрованих баранів для лікування зоба[133][52]. Гормони щитовидної залози виробляли у формі таблеток або порошку[52].
- Туалетний папір: туалетний папір вперше згадується у 589 році урядовцем Янь Чжітуй[134][135]. У 851 році мусульманський мандрівник зазначив, що китайці того часу використовували папір, а не воду, коли йшли в туалет[52]. У XIV столітті в регіоні Цзянхуай щороку вироблялось сотні мільйонів упаковок туалетного паперу, кожна упаковка містила від тисяч до десятків тисяч аркушів[135].
- Гральні карти: Перша згадка про карткову гру у світовій історії датується не пізніше IX століття, коли в «Збірці різних праць», написаній близько 880 року, описується як у 868 році представники еліти династії Тан (618–907 рр. н. е.) насолоджувалися «грою в листя» [136]. У своїх «Нотатках після виходу на пенсію» вчений династії Сун (960–1279) Оуян Сю (1007–1072) стверджував, що карткові ігри існували з середини династії Тан, і пов'язував цей винахід з появою друку. До XI століття гральні карти були розповсюджені по всьому азійському континенту.[137][138] За часів династії Мін (1368–1644) персонажі популярних романів, таких як « Річкове прибережжя», часто зображувалися на лицьових сторонах гральних карт[139].

- Тофу: найдавніша відома згадка про виробництво тофу міститься в книзі «Compendium of Materia Medica», написаній китайським лікарем, фармакологом і натуралістом часів династії Мін (1368–1644 рр) Лі Шиженем (1518–1593)[140][141][142].
- Чорнило: дослідник династії Сун Шень Куо (1031–1095 рр. н. е.) був першим, хто добув чорнило з нафти, яке було набагато кращим за чорнило, виготовлене із соснової сажі[143][144].
- Феєрверк: прості порохові феєрверки вперше з'явилися в Китаї за часів династії Сун (960-1279 рр.). Ці феєрверки виготовляли шляхом наповнення бамбукових трубок пороховою сумішшю, вони не були коштовні, тому під час династії Сун звичайні люди могли купити прості феєрверки на ринку.[145] У 1183 році, щоб розважити імператора Сяоцзуна Сун (1127–1194) були влаштовані військові навчання, які включали масштабні феєрверки в супроводі танцюристів, які йшли крізь кольоровий дим[146]. У 1264 році імператриця Гуншу була налякана феєрверком на бенкеті, організованому її сином, імператором Чжао Юнь[147]. Технологія виготовлення феєрверків до середини XIV століття була використовувана для розробки ракетних установок[148][149].
- Двопоршневий вогнемет з пороховим зарядом: хоча однопоршневі вогнемети вперше були винайдені у Візантійській імперії в VII столітті[150], китайські вогнемети в X столітті могли безперервно викидати полум'я, завдяки використанню двопоршневого механізму, що розробили ще з часів династії Хань (206 р. до н. е. – 220 р. н. е.). Китайський двопоршневий вогнемет від грецького вогнемета, для запалювання яких потрібен був вогонь, відрізнявся тим, що для його дії використовувався механізм запалу з порохом[16]. Перше використання в бою китайського двопоршневого вогнемету відбулося в 932 році[151]. Перше креслення та детальний опис двопоршневого вогнемету, що використовував нафту, з'явилось у китайському військовому трактаті «Уцзін Цзун'яо» в 1044 році[152][153].
- Вогнепальна ручна гармата: найдавніші вогнепальні гармати[zh] в Китаї з'явилися за часів династії Сун, вони були з товстих бамбукових трубок, наповнених порохом[154]. Найдавніші вогнепальні гармати з металевим стволом, що датуються XIII століттям, були знайдені при археологічних розкопках в провінції Хейлунцзян. В творі «Історія династії Юань», що був написано в 1370 році, згадується, що генерал чжурчженської кавалерійської гвардії Лі Тін використовував своїх «стрільців» з вогнепальними гарматами, щоб придушити повстання в 1288 році[155][156]. Бронзова ручна гармата династії Юань, що датується 1288 роком, мала довжину приблизно 0,3 м, вагу близько 3,6 кг, отвір для запалювання та опукле розширення навколо вибухової камери, що дозволяло зброї витримувати силу внутрішнього вибуху[156].
- Чавунна бомба: перший історичний запис про бомбу, виготовлену з чавуну та начинену вибуховим порохом, з'явився в Китаї в XIII столітті[152]. Слово для позначення бомби (тобто «громова бомба») було придумано під час морської битви проти монголів у 1231 році. Коли захисники виготовляли бомби то, «.... звук (вибуху) був схожий на грім і його було чути за сотню миль. Територія вибуху мала діаметр понад пів акра, і бомба могла пробити навіть броню та залізо».[157][152] У 1257 році Лі Цзенбо, чиновник династії Сун (960–1279 рр), писав, що у Цзінчжоу виробництво бомб було гарно налагоджено, щомісячно вироблялось близько однієї-двох тисяч чавунних бомб, які надсилалися до Сян'яна та Іньчжоу. Цього можна було досягти тому, що «було досягнуто оптимального складу нітратів у пороховій суміші, що дозволило розривати чавунну оболонку бомби».[152]
- Доміно: письменник династії Мін (1368–1644 рр) Сє Чжаочже стверджував, що доміно вперше було подаровано імператорському двору в 1112 році. Однак найдавніша підтверджена письмова згадка про доміно в Китаї походить з твору «Колись відомих події у Вуліні», написаному автором Чжоу Мі (1232–1298 рр), який перерахував та описав «пупаї» (гральні дощечки або доміно) як предмети, що продавалися коробейниками за часів правління імператора Сяоцзуна династії Сун (1162–1189).[158]

## Сучасний період
```
Винаходи розташовані за часом створення
```

- Протималярійні властивості артемізиніну: артемізинін був відкритий у 1972 році китайською дослідницькою групою під керівництвом Ту Юйо[159]. У 2001 році була успішно проведена перша комбінована терапія на основі артемізиніну з фіксованою дозою, яка відповідає критеріям кваліфікації Всесвітньої організації охорони здоров'я [160]. У 2021 році він вважався найшвидкодіючим протималярійним препаратом для лікування штамів малярії Plasmodium falciparum серед усіх доступних на той момент препаратів[161].

- Вітрова турбіна з магнітною левітацією: у 2006 році на виставці Wind Power Asia Exhibition 2006, яка проходила в Пекіні, китайськими винахідниками було представлено новий тип вітрової турбіни, що використовує для роботи магнітну левітацію[162]. Такий тип турбіни має переваги перед традиційними вітровими турбінами, які потребують для запуску вітер високої швидкості, тому що для її запуску потрібен вітер швидкістю лише 1,5 м/с[163].

- Електронні сигарети: концепцію бездимного, безтютюнового та парогенеруючого сигаретного пристрою вперше запропонував американський винахідник Герберт А. Гілберт у 1963 році[164]. Між 2000 і 2003 роками китайський фармацевт та винахідник Хань Лі розробив електронну сигарету, яка вже у 2004 році почала продаватися на внутрішньому ринку Китаю[165].
- SkyShuttle: система автономного швидкісного залізничного транспорту на гумових шинах для міської транспортної мережі, що працює в Китаї з 2021 року, розроблена китайською компанією BYD[166][167].
- Графітовий аерогель: цей аерогель, створений у березні 2013 року вченими лабораторії відділу полімерів Чжецзянського університету, має щільність 0,16 мг/см3 та був на той час надлегким матеріалом у світі [168][169]